# Edward Said

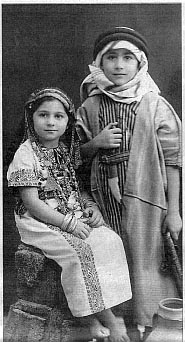
Edward Said (rechts) en zijn zuster (1940, Egypte)

Edward Wadie Said, achternaam ook wel Saïd (Arabisch: إدوارد سعيد, Idwārd Wadīʿ Saʿīd; Jeruzalem, 1 november 1935 – New York, 25 september 2003) was een Palestijns-Amerikaans literatuurwetenschapper en voorvechter van de Palestijnse zaak.

## Leven
Said werd geboren in een protestants gezin, en groeide op in het Mandaatgebied Palestina, Egypte en Libanon. Zijn ouders stuurden hem naar een kostschool in New England. Vanaf 1963 doceerde hij Engels aan de Columbia-universiteit. Said was gehuwd en had twee kinderen.

## Werk
Said is vooral bekend om zijn kritiek op de westerse perceptie van het Oosten, en met name van de Arabische wereld; zie oriëntalisme, postkolonialisme.
Said heeft veel geschreven over cultuur, macht en politiek, maar het bekendst is zijn veel geprezen, veel geciteerde, maar ook veel bekritiseerde boek Orientalism uit 1978. Hierin schetst Said het oriëntalisme als een invloedrijke, effectieve, Europees-ideologische creatie, waarvan de wortels zelfs tot de oudheid zouden zijn te herleiden. Schrijvers, filosofen en koloniale bestuurders stelden de beeldvorming van het 'andere' van de oosterse cultuur, van de daar voorkomende gewoonten en godsdienstige overtuigingen in dienst van de macht.
Orientalism is pas in 2005 in het Nederlands vertaald (Nederlandse titel: Oriëntalisten). Achterin staat Saids nawoord uit 1994, waarin hij weer probeert uit te leggen wat hij wel en niet heeft willen zeggen. Zowel in het Oosten als in het Westen zou hij vaak verkeerd begrepen zijn; vooral zijn aartsopponent Bernard Lewis wordt weer heftig bestreden. De vertaling bevat verder een nabeschouwing van de Nederlandse journalist Sjoerd de Jong en Saids voorwoord uit 2003, dus kort voor zijn dood, waarin hij ingaat op kritiek die sinds 1978 is losgekomen en commentaar geeft op recente ontwikkelingen, zoals de 'regime change' in Irak. Hij betreurt het dat de beeldvorming over de Arabisch-islamitische wereld er in het Westen eerder op achteruit dan vooruit is gegaan, waarvan de inval in Irak en de daarvoor gehanteerde argumenten de ernstigste symptomen zouden zijn. Lewis zou met zijn adviserende rol in het Witte Huis en zijn goede contacten met Amerikaanse neoconservatieven precies illustreren wat Said bedoelt met academische kennis die in dienst staat van de machthebbers. De beeldvorming van het Westen in de Arabische wereld vindt hij echter nauwelijks beter.
Saids gedachtegoed blijft onderwerp van discussie; zijn meest spraakmakende werk Orientalism (1978) wordt nog steeds goed verkocht in de Arabische wereld en zelfs beter in het Westen. Op zijn werk zijn sterk uiteenlopende kritieken geschreven.
Saids autobiografie Ontheemd (2009), over de jeugdjaren van de schrijver en daarmee over de complexiteiten en tegenstellingen tussen de oosterse en westerse wereld, verscheen in Nederlandse vertaling binnen de reeks Privé-domein.
In 1999 werd Said onderscheiden met de Spinozalens.

## Kritiek
De afgelopen jaren is veel kritiek losgekomen over wat sommigen zien als de desastreuze effecten die Saids Orientalism heeft gehad op studies als oriëntalistiek en islamologie:
Prof. Herbert Berg stelde dat Saids werk ertoe heeft geleid "dat er een angst is ontstaan om pijnlijke vragen te stellen en te beantwoorden die mogelijk gevoelig liggen bij moslims".

De Britse arabist Robert Irwin publiceerde in 2006 een lijvig boekwerk, Lust for knowing, ter verdediging van de oriëntalistiek als academische discipline, waarvan Said een zeer selectief en slordig beeld zou geven.

De islamoloog prof. Montgomery Watt stelde dat Saids werk toonde dat hij onvoldoende bekend was met de islam. Dit zou onder meer blijken uit de bewering van Said dat de historicus Sir Hamilton A.R. Gibb fout zou zijn met de stelling dat de hoofdwetenschap van de islam wetgeving zou zijn in plaats van theologie en zijn onbekendheid met bepaalde regels, zoals dat niet-moslims geen moslimvrouwen mogen huwen.
Prof. Stephen Humphreys stelt dat Saids analyse van oriëntalisme overtrokken is, op een bepaalde wijze misleidend en zijn werk Oriëntalisme als intellectuele geschiedenis zeker een gemankeerd werk is. Humphreys argumenteert dat nog meer te veroordelen is dat Saids werk zelfs het idéé van modernisering van de Midden-Oosterse samenlevingen ontmoedigt. "Op een ironische wijze moedigde het islamitische activisten en militanten aan die op dat moment net begonnen de politieke arena te betreden."

Ook een aantal academici die door Said expliciet geprezen werden hebben kritiek op Saids analyse, argumenten en conclusies:

Maxime Rodinson noemde Saids werk "polemisch en in stalinistische stijl" en P.J. Vatikiotis schreef dat "Said mccarthyisme in de Midden-Oosterse studies heeft geïntroduceerd". De Britse historicus (van India) Clive Dewey stelde dat Said een karikatuur van de westerse kennis van de Oriënt gemaakt heeft, gedreven door een openlijk politieke agenda. Dit heeft volgens Dewey de (Amerikaanse) academische wereld vergaand en diepgaand doordrongen met een geest van vulgaire vooroordelen.

## Palestina
Said was een uitgesproken criticus van Yasser Arafat, de eerste president van de Palestijnse Autoriteit (een vrucht van de Oslo-akkoorden) en een fel tegenstander van "Oslo", van het naar die stad vernoemde vredesproces dat volgens hem de Palestijnen met een kluitje in het riet had gestuurd. In 2000 schreef hij:
Er is langzamerhand een alternatief vredesplan en leiderschap aan het ontstaan onder de Palestijnen in Israël, op de Westelijke Jordaanoever, in de Gazastrook en in de diaspora. Geen terugkeer naar het Oslo-kader; geen compromis over de oorspronkelijke VN-resoluties (242, 338 en 194)... verwijdering van alle nederzettingen en militaire wegen; evacuatie van alle in 1967 geannexeerde of bezette gebieden; boycot van Israëlische goederen en diensten. In feite is het goed mogelijk dat een nieuw besef aan het ontstaan is dat alleen een massabeweging tegen de Israëlische apartheid (vergelijkbaar met de Zuid-Afrikaanse variant) zal werken. Zeker, het is volslagen idioot van Barak en Albright om Arafat verantwoordelijk te houden voor wat hij niet langer volledig onder controle heeft. In plaats van het nieuwe kader dat wordt voorgesteld af te wijzen, zouden zij die Israël steunen er verstandig aan doen te onthouden dat de kwestie van Palestina een heel volk betreft, niet een ouder wordende en in diskrediet geraakte leider. Bovendien kan vrede in Palestina/Israël pas tussen gelijken worden gesloten als de militaire bezetting eenmaal is beëindigd. Geen enkele Palestijn, zelfs Arafat niet, kan echt iets minder accepteren.